# 普里博爾扎夫西克

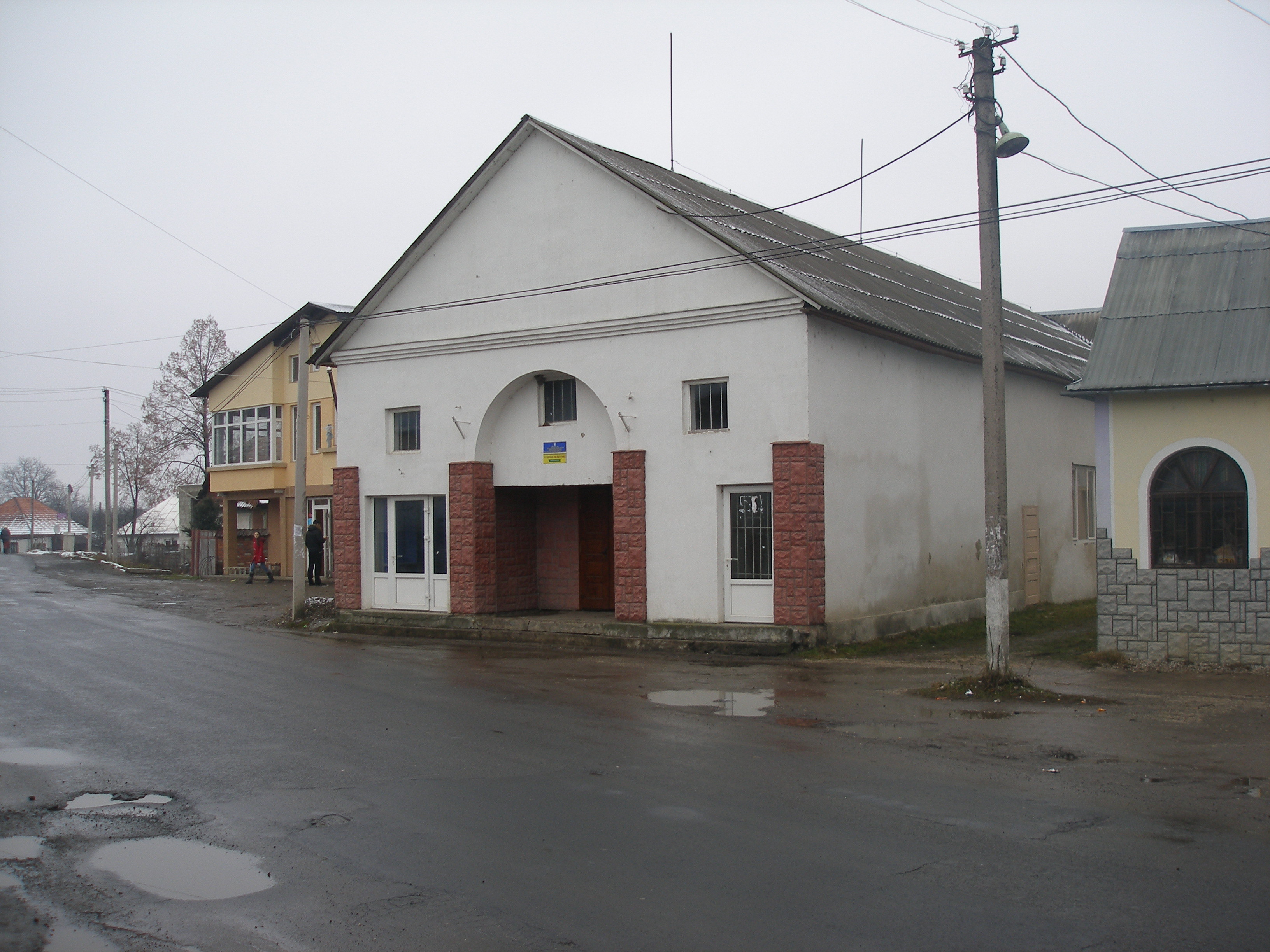

48°20′39″N 23°13′38″E / 48.34417°N 23.22722°E
普里博爾扎夫西克（烏克蘭語：Приборжавське）是烏克蘭西部的村莊，隸屬外喀爾巴阡州的胡斯特區。該村始建於1500年，面積3.7平方公里，海拔高度170米，2001年人口3,585，人口密度每平方公里97人。